# Selenophanes tenuifasciata
Selenophanes tenuifasciata är en fjärilsart som beskrevs av Heinrich Neustetter 1929. Selenophanes tenuifasciata ingår i släktet Selenophanes och familjen praktfjärilar. Inga underarter finns listade i Catalogue of Life.